# Wohn- und Wirtschaftsgebäude Ostendorfer Straße 31

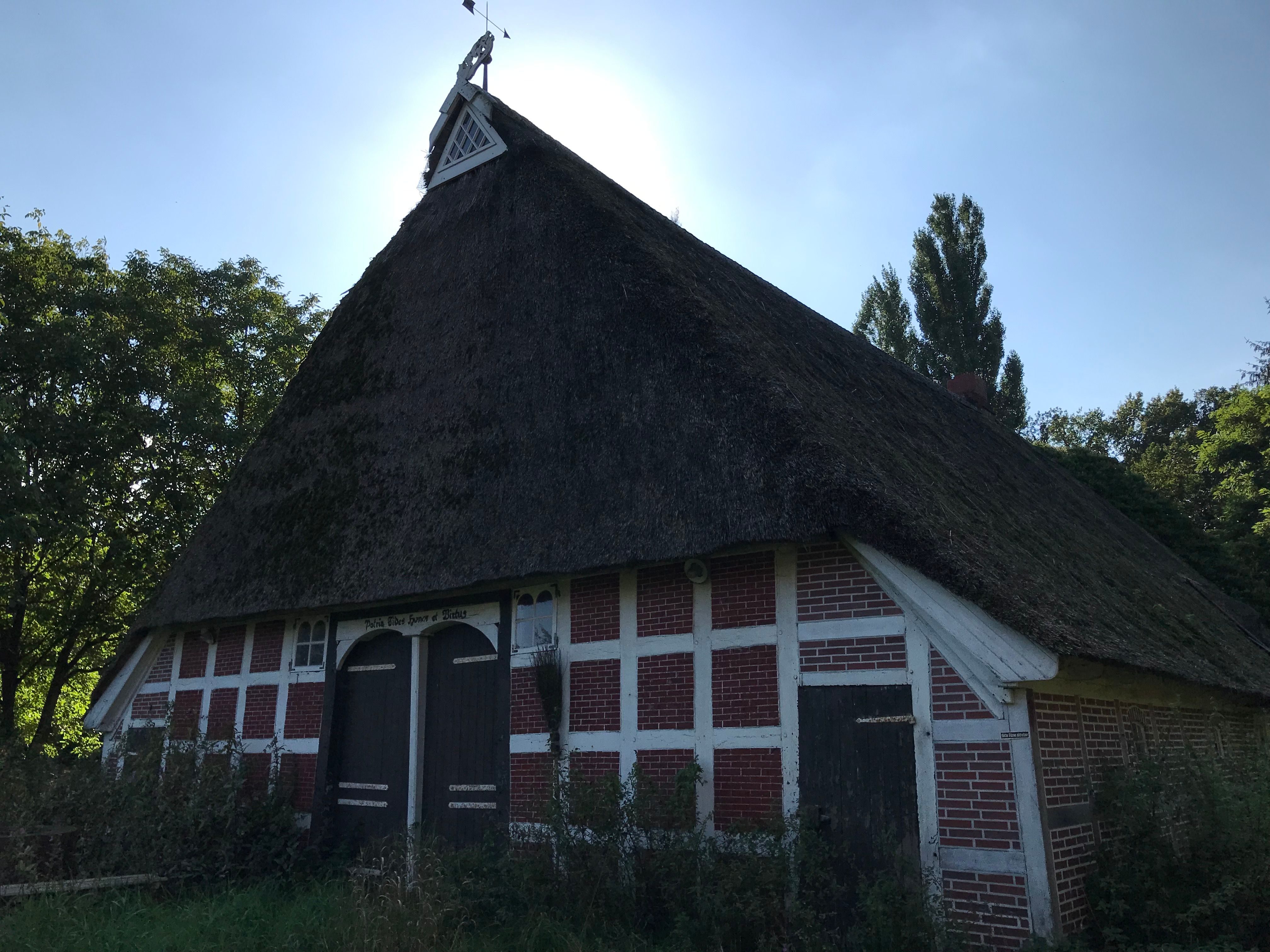
Ostgiebel (2021)

Das Wohn- und Wirtschaftsgebäude Ostendorfer Straße 31 in der niedersächsischen Stadt Bremervörde, Ortsteil Ostendorf, wurde am Anfang des 19. Jahrhunderts gebaut. Aktuell (2025) wird es zum Wohnen genutzt.
Das Gebäude steht unter Denkmalschutz (siehe auch Liste der Baudenkmale in Bremervörde).

## Geschichte und Beschreibung
Bremervörde war um 1000 Sitz der Wasserburg Vörde an der Oste und gehört zum Landkreis Rotenburg (Wümme). Ostendorf wurde 1764 im Zuge der Moorkolonisierung durch Jürgen Christian Findorff gegründet. Dabei wurde eine Reihe von Höfen westlich entlang der Ostendorfer Straße relativ einheitlich errichtet.
Das eingeschossige giebelständige Gebäude als Zweiständer-Hallenhaus in Fachwerk mit Steinausfachungen, reetgedecktem Krüppelwalmdach mit Uhlenloch und Grooter Door mit Doppelbogen wurde 1819 gebaut. Ein Umbau mit Verlängerung des Wohnteils mit Satteldach erfolgte vor 1923.
Das Landesdenkmalamt befand u. a.: „… ein regionstypisches Hallenhaus der ersten Hälfte des 19. Jahrhunderts in Zweiständerkonstruktion ….“